# 66-й армейский корпус (вермахт)
66-й армейский корпус (нем. LXVI. Armeekorps), переименован 5 августа 1944 года из 66-го резервного корпуса.

## Боевой путь корпуса
С сентября 1944 года — дислоцировался на севере Франции. В декабре 1944 — участие в Арденнском наступлении.
В 1945 году — бои в Германии против американских войск. В апреле 1945 года — корпус уничтожен в Рурском котле.

## Состав корпуса
В декабре 1944
- 18-я пехотная дивизия народного ополчения
- 62-я пехотная дивизия народного ополчения

15 декабря 1944
- Командующий: генерал артиллерии W. Lucht
  - 16-я (t-mot) народная миномётная бригада
    - 86-й полк реактивных миномётов:
      - 1-й батальон: 3 (mot) батареи (6 210 мм пусковых установок)
      - 2-й батальон: 3 (mot) батареи (6 150mm пусковых установок)
      - 3-й батальон: 3 (mot) батареи (6 210 мм пусковых установок)

    - 87-й полк реактивных миномётов:
      - 1-й батальон: 3 (mot) батареи (6 150 мм пусковых установок)
      - 2-й батальон: такой же как 1-й батальон
      - 3-й батальон: 3 (mot) батареи (6 300 мм пусковых установок)

  - Прочее:
    - 244-й дивизион штурмовых орудий
    - 460-й тяжёлый артиллерийский дивизион (9 150mm sFH 18)
    - 1/,2/,3/,4/10-й танковый артиллерийский полк СС (возможно 9 батарей 105mm Wespe & 3 батареи 150mm Hummel)
    - 244-й дивизион штурмовых орудий (14 StuG)
    - 74-й лёгкий зенитный штурмовой дивизион
    - 1099-я миномётная батарея
    - 803-й инженерно-строительный батальон

  - 18-я народная пехотная дивизия: полковник Hoffman-Schonborn (9,920/6,694/5,569)3
    - 1/,2/293-й народный пехотный полк
    - 1/,2/294-й народный пехотный полк
    - 1/,2/295-й народный пехотный полк
    - 1/,2/,3/,4/1818-й артиллерийский полк
      - 75mm FK 40 (14 Dec) — 18
      - 105mm lFH 18/40 (14 Dec) — 24
      - 150mm sFH 18 (14 Dec) — 12

    - 1818-й стрелковый батальон
    - 1818-й противотанковый дивизион (14 Hetzer Jpz38t)
    - 1818-й инженерный батальон
    - 1818-й батальон связи

  - 62-я народная пехотная дивизия: полковник F. Kittel4
    - 1/,2/164-й народный пехотный полк
    - 1/,2/183-й народный пехотный полк
    - 1/,2/190-й народный пехотный полк
    - 1/,2/,3/,4/162-й артиллерийский полк
      - 75mm FK 40 (14 Dec) — 18
      - 105mm lFH 18/40 (14 Dec) — 24
      - 150mm sFH 18 (14 Dec) — 12

    - 162-й стрелковый батальон
    - 162-й противотанковый дивизион (14 Hetzer Jpz38t)
    - 162-й инженерный батальон
    - 162-й батальон связи[1]

В марте 1945
- 5-я парашютная дивизия

## Командующие корпусом
- С 5 августа 1944 — генерал артиллерии Вальтер Лухт
- С 18 февраля 1945 — генерал-лейтенант Герман Флёрке (21 апреля 1945 — взят в американский плен)